# Dick Richards
Richard "Dick" Richards (Nova York, 1936) és un director, productor i guionista de cinema estatunidenc.

## Biografia
Després de treballar com a fotògraf, Richards va dirigir curts publicitaris per Life Magazine, General Motors, Pepsi Cua, Volkswagen, Coca-cola, Procter & Gamble, etc., faceta en la qual va ser molt guardonat.
La seva carrera cinematogràfica va començar en escriure i dirigir guions de pel·lícules de l'oest o westerns, com The Culpepper Cattle Co. (1972), i va continuar amb films de cinema negre com Adéu, nena (1975), tercera adaptació de la novel·la homònima de Raymond Chandler, i la més posterior Heat (1986). Altres pel·lícules van ser March or Die (1977), i Man, Woman and Child (1983). Va ser considerat per dirigir Tootsie (1982), però complicacions amb l'script li van fer assumir el paper de productor, pel qual va rebre una nominació a l'Oscar.

## Filmografia[2]

### Director
- 1972: The Culpepper Cattle Co.
- 1975:  Rafferty and the Gold Dust Twins
- 1975: Adéu, nena (Farewell, My Lovely)
- 1977: Marxar o morir (March or Die)
- 1982: Death Valley
- 1983: Man, Woman and Child
- 1986: Heat

### Guionista
- 1972: The Culpepper Cattle Co.
- 1977: Marxar o morir

### Productor
- 1977: Marxar o morir
- 1982: Tootsie

## Premis i nominacions

### Nominacions
- 1983: Oscar a la millor pel·lícula per Tootsie
- 1984: BAFTA a la millor pel·lícula per Tootsie